# Alexander Conze
Alexander Christian Leopold Conze (Hannover, 10 de dezembro de 1831 – Berlim, 19 de julho de 1914) foi um arqueólogo alemão, especialista em arte da Grécia Antiga.
Estudou na Universidade de Göttingen e na Universidade de Berlim. Em 1855 obteve um doutorado em Berlim, orientado por Eduard Gerhard. Em 1863 foi professor associado da Universidade de Halle, e de 1869 a 1877 foi professor de arqueologia da Universidade de Viena. Na década de 1870 organizou duas explorações arqueológicas para Samotrácia (1873 and 1875). Em 1876, com Otto Hirschfeld, organizou o Seminário Arqueológico-Epigráfico Seminar da universidade.

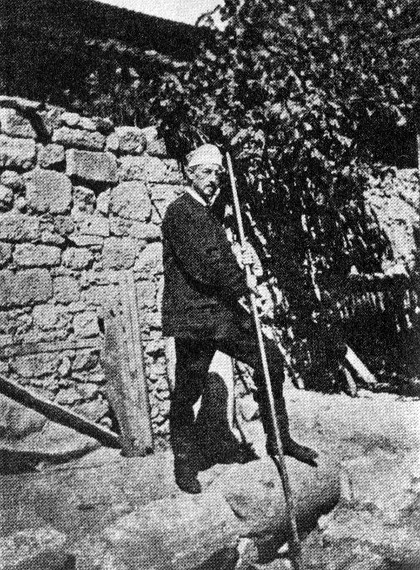
Alexander Conze em Samotrácia

Em 1877 sucedeu Karl Bötticher como diretor da Antikensammlung (Coleção de Antiguidades Clássicas) em Berlim, Em 1887 foi secretário do Instituto Arqueológico Alemão.
Em 1878 com o engenheiro Carl Humann iniciou escavações em Pérgamo, um projeto que se estendeu até 1886. Com Wilhelm Dörpfeld começou uma segunda escavação arqueológica em Pérgamo, em 1900. Em Pérgamo, Conze e Humann descobriram um dos maiores tesouros do período helenístico, o Altar de Pérgamo, atualmente exposto no Museu de Pérgamo em Berlim.

## Publicações selecionadas
- Reise auf den Inseln des thrakischen Meeres (Travel to the islands of the Thracian Sea, 1860.
- Reise auf der Insel Lesbos (Travel on the island of Lesbos), 1865.
- Die Bedeutung der klassischen Archäologie (The importance of classical archaeology). Wien 1869
- Zur Geschichte der Anfänge der griechischen Kunst (The history of the beginnings of Greek art). Wien 1870–1873.
- Heroen- und Göttergestalten der griechischen Künste (Heroes and "god-figures" in Greek art). Wien 1874.
- Römische Bildwerke einheimischer Fundorte in Österreich (Roman works locally discovered in Austria). Wien 1872–78.
- Archäologische Untersuchungen auf Samothrake; with Alois Hauser, George Niemann, Otto Benndorf (Archaeological investigations on Samothrace); 2 volumes, 1875–80.
- Über griechische Grabreliefs (On Greek grave reliefs), 1877.
- Die Ergebnisse der Ausgrabung zu Pergamon 1880-1881, (Results of the excavation at Pergamon in 1880–81), 1882.[5]